# So Long (chanson d'ABBA)
Pour les articles homonymes, voir So Long.
Singles de ABBA
Hasta Mañana
(1974) I've Been Waiting for You
(1974)
So Long est une chanson du groupe pop suédois ABBA, paru sur le troisième album du groupe intitulé ABBA. Elle est sortie le 18 novembre 1974 comme premier single de l'album. La chanson est écrite et composée par Björn Ulvaeus et Benny Andersson et interprétée par Agnetha Fältskog et d'Anni-Frid Lyngstad. La chanson est musicalement similaire à Waterloo.

## Liste des titres
| A. | So Long                   | 3:04 |
| B. | I've Been Waiting for You | 3:38 |

## Crédits
- Agnetha Fältskog – chant et chœurs
- Anni-Frid Lyngstad – chant et chœurs
- Björn Ulvaeus – guitare rythmique, chœurs
- Benny Andersson – claviers, chœurs

Musiciens additionnels
- Ola Brunkert – batterie
- Mike Watson – basse
- Janne Schaffer – guitare électrique
- Bruno Glenmark – trompette

## Classements
| Classement (1974–75)                    | Meilleure position |
| --------------------------------------- | ------------------ |
| Allemagne de l'Ouest (Media Control)    | 11                 |
| Autriche (Ö3 Austria Top 40)            | 3                  |
| Belgique (Wallonie Ultratop 50 Singles) | 42                 |
| Danemark (Danmarks Radio)               | 8                  |
| Suède (Kvällstoppen)                    | 7                  |